# Simon Andrews

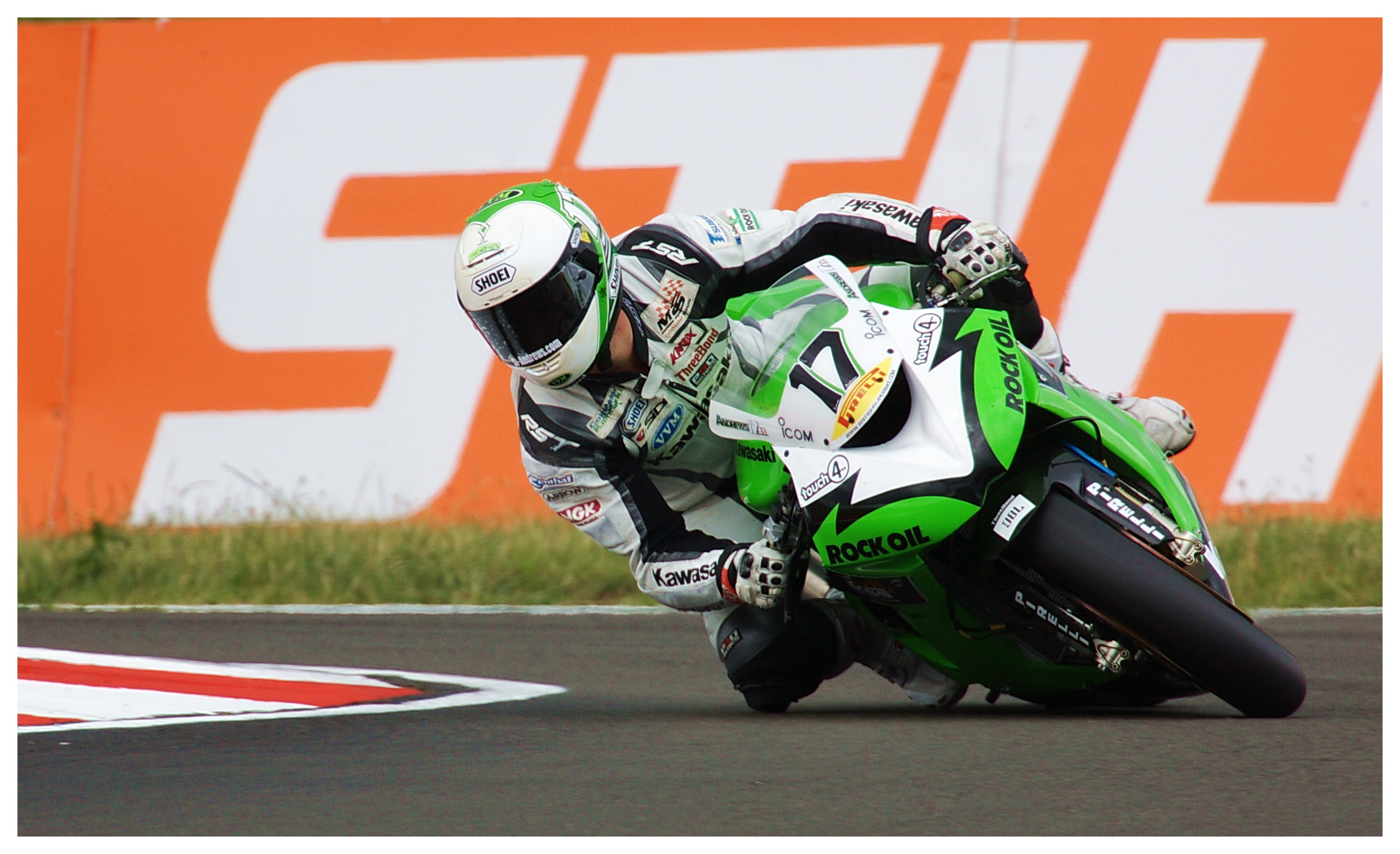
Simon Andrews - BSB Snetterton 2009.

Simon Andrews (14 de agosto de 1982 - 19 de mayo de 2014) fue un piloto de motociclismo británico. Él compitió en el Campeonato Británico de Superbikes para la Royal Air Force de Reservas a bordo de una Honda CBR1000RR.

## Choque y muerte
Andrews fue llevado en helicóptero a un hospital en Irlanda del Norte en estado crítico tras sufrir un grave accidente mientras competía en el North West 200 el sábado 17 de mayo de 2014. Andrews salió de su moto y chocó con una sección de pavimento de hormigón levantado mientras que iba a gran velocidad en Portrush, Condado de Antrim.
Después de recibir la intervención médica inmediata por parte de los doctores de carrera y médicos, Andrews fue llevado en helicóptero al Hospital Royal Victoria en Belfast en estado crítico tras sufrir el accidente a alta velocidad en la aproximación a la esquina Metropole. Andrews estaba compitiendo en la segunda carrera de Superstock del evento a bordo de su BMW .
El domingo por la noche (18 de mayo), la organización de la prueba dio el siguiente comunicado: " La familia de Simon Andrews está a su lado en la unidad de cuidados intensivos del Hospital Royal Victoria, Belfast, donde permanece en estado crítico tras su accidente en la carrera de Superstock en el Vauxhall Internacional North West 200 de ayer".
Murió en el hospital el 19 de mayo de 2014, como resultado de sus lesiones, a los 31 años de edad.